# 10,000 Maniacs
10,000 Maniacs — рок-группа, сформированная в Нью-Йорке в 1981 году певицей Натали Мерчант и гитаристом Джоном Ломбардо. Группа была названа в честь малобюджетного фильма ужасов Две тысячи маньяков. Другими членами секстета были Роберт Бак (гитара), Стивен Гастэфсон (бас), Деннис Дрю (клавишные) и Джерри Огастиниэк (барабаны). Прежде чем подписать контракт с мейджор-лейблом Elektra Records и выпустить альбом The Wishing Chair (1985), группа издавалась на независимых лейблах, небольшими тиражами. В 1986 году соучредитель Ломбардо покинул группу, поэтому второй альбом In My Tribe (1987) был издан группой в качестве квинтета. Данный альбом ворвался в чарты, где оставался 77 недель, достигнув 37 позиции. Следующий альбом Blind Man's Zoo (1989) достиг 13 позиции.
После того, как очередной альбом Our Time in Eden (1992) вышел из чартов, Мерчант объявила, что намерена начать сольную карьеру. Концертный альбом MTV Unplugged (1993) был издан спустя несколько месяцев после её ухода. Однако группа решает продолжить выступления, включив в свои ряды фолк-рок-дуэт John & Mary, состоящий из ранее покинувшего группу Ломбардо и скрипача/вокалиста Мэри Рэмси. В таком составе был издан альбом Love Among the Ruins (1997), а также The Earth Pressed Flat (1999), на следующий год после издания которого скончался лид-гитарист группы Роберт Бак, соавтор классических хитов "Hey Jack Kerouac", "What's the Matter Here?" и "These Are Days", ему было 42 года.
После смерти Бака группа берёт годовой перерыв, возобновив работу в декабре 2001 года на благотворительном концерте с Джеффом Эриксоном, новым гитаристом группы. После этого концерта, Гастэфсон, Дрю и Огастиниэк собирают новый состав, включающий гитариста Эриксона и вокалистку Оскар Сэвилл, выступавшую ранее с группой Rubygrass. В следующие четыре года данный состав ведёт активную концертную деятельность, популярность группы растёт, что инициирует издание ретроспективного сборника Campfire Songs: The Popular, Obscure and Unknown Recordings (2004) на лейбле Rhino. В 2006 году Мэри Рэмси, экс-вокалистка, начинает время от времени выступать на концертах группы. Сэвилл покидает группу в 2007 и Рэмси возвращается к своей прежней должности в группе.
В 2011 году появился мини-альбом Triangles, изданный на их собственном лейбле Ruby Wristwatch Records. В том же году группа отыграла два концерта в Нью-Йорке, посвящённых 30-летию группы. В 2013 году был издан Music from the Motion Picture — новый альбом за последние 14 лет.

## Дискография

### Студийные альбомы
| Год  | Информация                    | Наивысшие позиции в чартах | Наивысшие позиции в чартах | Certifications (sales thresholds) |
| Год  | Информация                    | US                         | UK                         | Certifications (sales thresholds) |
| ---- | ----------------------------- | -------------------------- | -------------------------- | --------------------------------- |
| 1983 | Secrets of the I Ching        | —                          | —                          |                                   |
| 1985 | The Wishing Chair             | —                          | —                          | - UK: Silver                      |
| 1987 | In My Tribe                   | 37                         | —                          | - US: 2× Platinum - UK: Silver    |
| 1989 | Blind Man's Zoo               | 13                         | 18                         | - US: Platinum - UK: Silver       |
| 1992 | Our Time in Eden              | 28                         | 33                         | - US: 2× Platinum                 |
| 1997 | Love Among the Ruins          | 104                        | —                          |                                   |
| 1999 | The Earth Pressed Flat        | —                          | —                          |                                   |
| 2013 | Music from the Motion Picture | —                          | —                          |                                   |
| 2014 | Twice Told Tales              | —                          | —                          |                                   |

### Мини-альбомы
- Human Conflict Number Five (1982)
- You Happy Puppet (1989)
- Candy Everybody Wants (1993)
- Few & Far Between (1993)
- Triangles (2011)

### Концертные альбомы
| Год  | Информация            | Наивысшие позиции в чартах | Наивысшие позиции в чартах | Certifications (sales thresholds) |
| Год  | Информация            | US                         | UK                         | Certifications (sales thresholds) |
| ---- | --------------------- | -------------------------- | -------------------------- | --------------------------------- |
| 1992 | Candy Everybody Wants | —                          | —                          |                                   |
| 1993 | MTV Unplugged         | 13                         | 40                         | - US: 3× Platinum                 |
| 2006 | Live Twenty-Five      | —                          | —                          |                                   |
| 2009 | Extended Versions     | —                          | —                          |                                   |

### Сборники
- Hope Chest: The Fredonia Recordings 1982–1983 (1990)
- Campfire Songs: The Popular, Obscure and Unknown Recordings (2004)

### Синглы
| Год                                     | Название                  | Наивысшие позиции в чартах | Наивысшие позиции в чартах | Наивысшие позиции в чартах | Наивысшие позиции в чартах | Наивысшие позиции в чартах | Наивысшие позиции в чартах | Альбом                 |
| Год                                     | Название                  | US Hot100                  | US Alt                     | US Main                    | US AC                      | CAN                        | UK                         | Альбом                 |
| --------------------------------------- | ------------------------- | -------------------------- | -------------------------- | -------------------------- | -------------------------- | -------------------------- | -------------------------- | ---------------------- |
| 1983                                    | "My Mother the War"       | —                          | —                          | —                          | —                          | —                          | —                          | Secrets of the I Ching |
| 1985                                    | "Can't Ignore the Train"  | —                          | —                          | —                          | —                          | —                          | —                          | The Wishing Chair      |
| 1985                                    | "Scorpio Rising"          | —                          | —                          | —                          | —                          | —                          | —                          | The Wishing Chair      |
| 1987                                    | "Don't Talk"              | —                          | —                          | —                          | —                          | —                          | —                          | In My Tribe            |
| 1987                                    | "Peace Train"             | —                          | —                          | —                          | —                          | —                          | —                          | In My Tribe            |
| 1988                                    | "Like the Weather"        | 68                         | —                          | 37                         | —                          | —                          | —                          | In My Tribe            |
| 1988                                    | "What's the Matter Here?" | 80                         | 9                          | —                          | —                          | —                          | —                          | In My Tribe            |
| 1989                                    | "Trouble Me"              | 44                         | 3                          | 20                         | 7                          | 31                         | 77                         | Blind Man's Zoo        |
| 1989                                    | "Eat for Two"             | —                          | 12                         | —                          | —                          | —                          | 93                         | Blind Man's Zoo        |
| 1992                                    | "These Are Days"          | 66                         | 1                          | —                          | 34                         | 35                         | 58                         | Our Time in Eden       |
| 1992                                    | "Candy Everybody Wants"   | 67                         | 5                          | —                          | —                          | 71                         | 47                         | Our Time in Eden       |
| 1993                                    | "Few and Far Between"     | 95                         | —                          | —                          | —                          | —                          | —                          | Our Time in Eden       |
| 1993                                    | "Everyday Is Like Sunday" | —                          | 22                         | —                          | —                          | —                          | —                          | Candy Everybody Wants  |
| 1993                                    | "Because the Night"       | 11                         | 7                          | —                          | 9                          | 10                         | 65                         | MTV Unplugged          |
| 1997                                    | "More Than This"          | 25                         | —                          | —                          | —                          | 11                         | 96                         | Love Among the Ruins   |
| 1997                                    | "Rainy Day"               | —                          | —                          | —                          | —                          | —                          | —                          | Love Among the Ruins   |
| "—" denotes releases that did not chart |                           |                            |                            |                            |                            |                            |                            |                        |

## Видеоклипы
- 10,000 Maniacs - More Than This
- 10,000 Maniacs - These Are Days
- 10,000 Maniacs - Candy Everybody Wants
- 10,000 Maniacs - What's the Matter Here?
- 10,000 Maniacs - Like the Weather
- 10,000 Maniacs - Don't Talk
- 10,000 Maniacs - Because The Night (MTV Unplugged)